# Harrisonburg, Virginia
Harrisonburg, Virginia là một thành phố thuộc quận Rockingham, tiểu bang Virginia, Hoa Kỳ. Thành phố có diện tích km², dân số thời điểm năm 2000 theo điều tra của Cục điều tra dân số Hoa Kỳ là 40.468 người2.